# Polizeihubschrauberstaffel Bayern

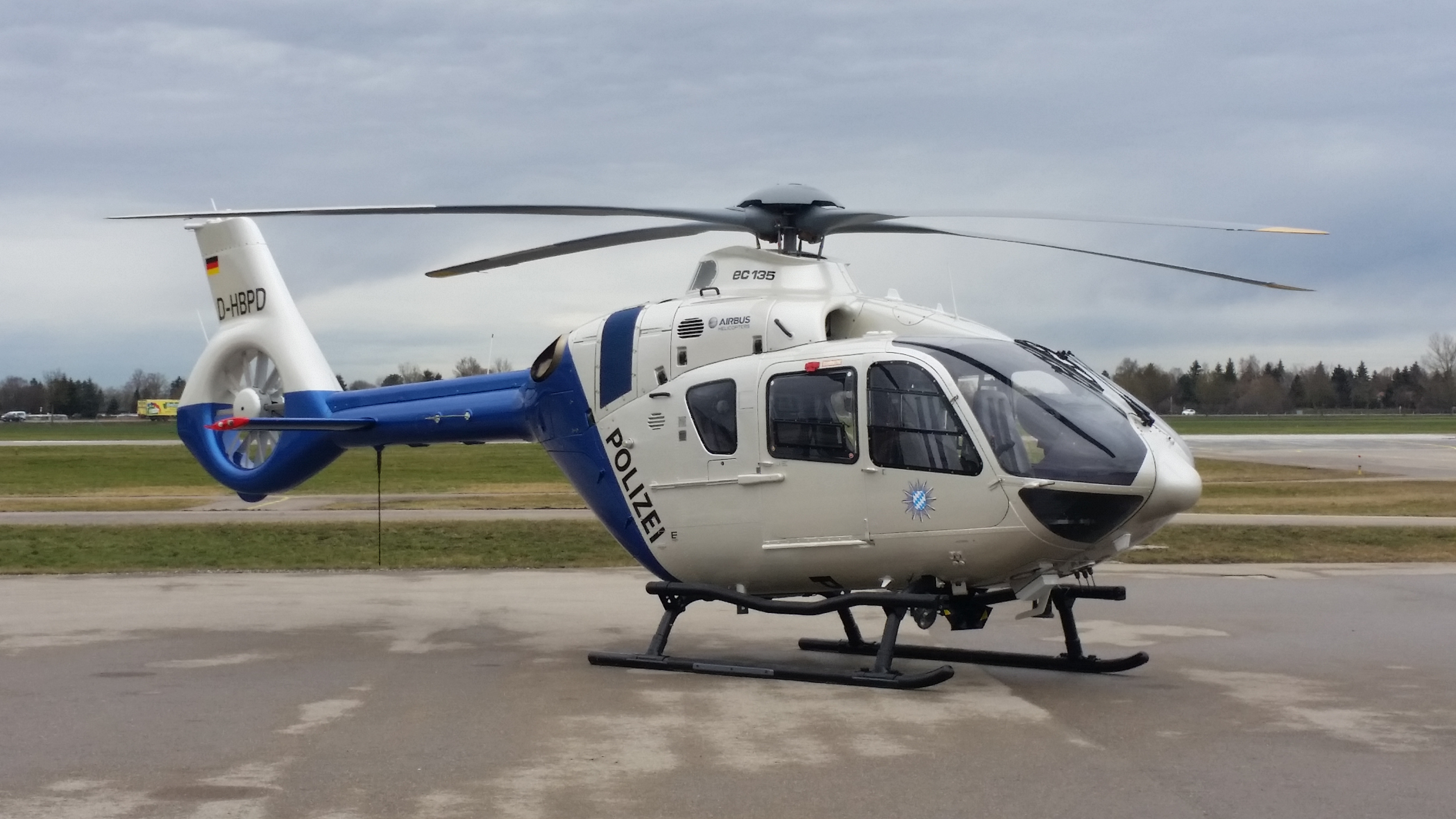
EC 135 P3 der Bayerischen Polizei nach der Umlackierung auf weiß-blau

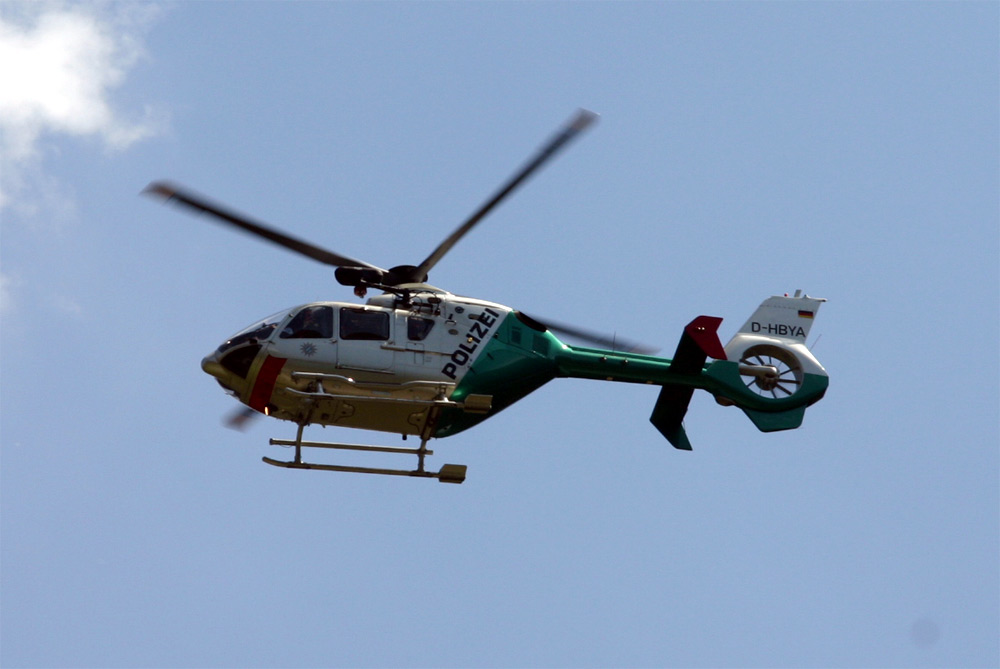
EC 135 P2 der PHuStBy

Die Polizeihubschrauberstaffel Bayern (PHuStBy) ist die Luftunterstützungseinheit der Bayerischen Polizei. Sie gehört zur Bayerischen Bereitschaftspolizei und hat über 100 Mitarbeiter. Die Luftflotte besteht aus acht Hubschraubern des Typs Airbus H135 P3. 2023 begann die Umstellung auf das größere Modell Airbus H145 D3.
Alle Maschinen verwenden als Funkrufnamen (Police) Edelweiß mit einer fortlaufenden Nummer.

## Geschichte

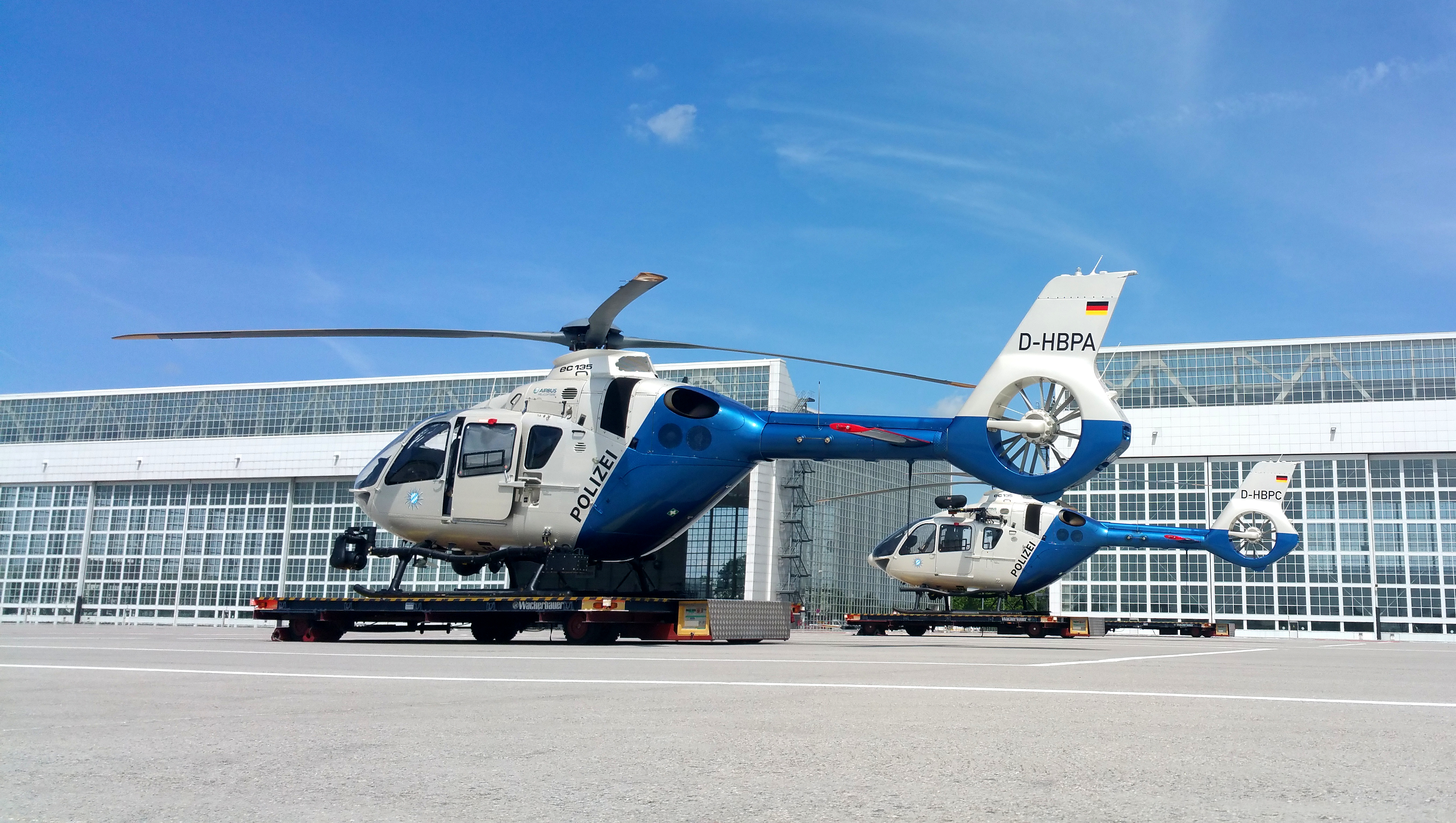
Heliport Flughafen München

Die Staffel wurde im September 1970 zunächst zur Verkehrsüberwachung aufgestellt. 1971 bekam sie dann erstmals ihren eigenen Hubschrauber und eigene Gebäude. Zunächst wurde mit Hubschraubern des damaligen Bundesgrenzschutzes und aus angemieteten Gebäuden geflogen.
Die Staffel hat ihren Dienstsitz zwischenzeitlich am Flughafen München (Wartungallee 13/Hangar 3). Eine Außenstelle befindet sich seit 1974 in der Otto-Lilienthal-Kaserne in Roth (Mittelfranken). Dort sind drei Polizeihubschrauber stationiert. Der Dienstsitz befand sich bis Oktober 1998 auf dem Fliegerhorst Neubiberg im Südosten von München. Nach Fertigstellung der Neubauten in Oberschleißheim ist vorgesehen, die bisher am Flughafen München stationierte Einheit zur bereits dort bestehenden Bundespolizei-Fliegerstaffel zu verlegen. Vorbereitende Maßnahmen dazu begannen 2009. Das Vorhaben ist jedoch aus rechtlichen Gründen verzögert; das Verwaltungsgericht München lehnte im Jahr 2024 die vorgelegte Planung wegen des Verstoßes gegen Naturschutzvorgaben ab.

## Organisation
Rund 65 % der ca. 3000 Einsätze pro Jahr erfolgen in Südbayern.
Die Ausstattung umfasst u. a.:
- GSM und SAT-Com-Satelliten-Telefon
- ein FLIR-System (Wärmebild- und Videokamera, kreiselstabilisiert)
- ein Trakka-Suchscheinwerfer
- eine hochauflösende Digitalkamera
- eine Seilwinde (50 Meter, 230 kg Tragkraft)[3]
- Doppellasthaken für Außenlasttransporte (max. Belastung 1000 kg)
- Außenlöschbehälter „Bambi-Bucket“, die bei Waldbränden an schwer zugänglichen Örtlichkeiten regelmäßig zum Einsatz kommen
- Lawinenverschüttetensuchgerät „Barryvox“, sowie das RECCO-SAR-Suchsystem
- Notarztrucksack (Ulmer Koffer) sowie eine zusammenklappbare Rettungstrage

und wird je nach Einsatzart individuell zusammengestellt und ggf. am bzw. im Hubschrauber befestigt.
Das fliegende Personal besteht in der Regel aus einem Hubschrauberführer (Piloten) und einem Flugtechniker. Diese sind Polizeivollzugsbeamte des gehobenen Dienstes. Pilot oder Flugtechniker können auch Angehörige des mittleren Dienstes sein, müssen aber nach bestandener Ausbildung zum Hubschrauberführer / Flugtechniker das Studium zur dritten Qualifikationsebene an einer der beiden möglichen Fachhochschulen in Fürstenfeldbruck oder Sulzbach-Rosenberg nachholen.
Beim Einsatz der FLIR-Kamera (Wärmebildkamera) wird die Besatzung von einem dritten Besatzungsmitglied, dem EOS-Operator (Elektro-Optisches System), unterstützt, der jedoch keine fliegerische Ausbildung besitzt.
Die Grundausbildung der Piloten (VFR/IFR) und Flugtechniker findet an der gemeinsamen Flugschule der Bundespolizei und der Polizeien der Länder in St. Augustin bei Bonn am Standort der Bundespolizei-Fliegergruppe statt. Die EOS-Operatoren werden von der PHuStBy selbst ausgebildet.
Die Bezeichnung Flugtechniker darf nicht mit Fluggerätemechaniker verwechselt werden, die für die Wartung und Instandhaltung der Fluggeräte verantwortlich sind. Hierfür beschäftigt die PHuStBy eigenes Wartungspersonal. Während der Pilot für die Steuerung des Hubschraubers sowie der Kommunikation mit der Flugsicherung zuständig ist, ist der Flugtechniker der polizeiliche Einsatzleiter an Bord, kümmert sich um die Navigation, den Funk mit anderen Polizeikräften, leitet den Einsatz und koordiniert die Zusammenarbeit zwischen Bodenkräften, EOS-Operator und Pilot. Zudem bedient er die gesamte Zusatzausrüstung.

## Hubschrauber
Alle Hubschrauber sind zwischenzeitlich auf blau-weiß umlackiert worden; die Kufen schwarz sowie die Außenseite des Höhenleitwerks leuchtorange.
Die PHuStBy verkaufte ab Januar 2010 alle Eurocopter EC 135 P2 (inzwischen Airbus H 135). Diese wurden durch acht weiterentwickelte Airbus EC135 P2+ ersetzt und zwischenzeitlich auf die Version H 135 P3 mit vergrößertem Rotordurchmesser, fehlenden Endscheiben am Leitwerk sowie einem auf 2980 kg erhöhtem Abfluggewicht umgerüstet.
Am 22. Juli 2020 wurde die Durchführung eines  europaweiten Ausschreibungsverfahrens für den Kauf eines Nachfolgemodells durch den bayerischen Innenminister Joachim Herrmann angekündigt. Am 3. Dezember 2021 verkündete Innenminister Herrmann den Zuschlag für die Beschaffung von acht Hubschraubern des Typs Airbus Helicopters H145 D3. Diese bieten mit einem maximalen Abfluggewicht von 3800 kg eine erhöhte Nutzlast sowie eine höhere Reisegeschwindigkeit und eine größere Reichweite als das Vorgängermodell. Für die Beschaffung der neuen Flotte inklusive Missionsausstattung wie Wärmebildkamera, Suchscheinwerfer, Rettungswinde oder Lasthaken werden ca. 145 Mio. EUR veranschlagt. Die EC135 sollen nach der Inbetriebnahme der neuen Modelle verkauft werden. Am 3. Dezember 2021 wurde der Auftrag für die H145 an Airbus Helicopters erteilt. Die ersten beiden zunächst für den Trainingsbetrieb vorgesehenen H145 wurden im April 2023 übergeben.